# Johan Fogelstrand
Johan Fogelstrand, född 4 juni 1740 i Vreta klosters socken, död 19 maj 1808 i Skeppsås socken, var en svensk präst. Han var bror till Anders Fogelstrand.

## Biografi
Johan Fogelstrand föddes 1740 på Sjögestad i Vreta klosters socken. Han var son till kronolänsmannen Anders Fogelstrand och Anna Söderman. Efter studierna i Linköping blev han student vid Uppsala universitet 1759. Fogelstrand prästvigdes 2 december 1764 och blev komminister 7 oktober 1772 i Herrberga församling. Han tog pastoralexamen 8 september 1779 och blev 21 augusti kyrkoherde i Skeppsås församling och tillträdde 1789. Fogelstrand blev 23 december 1799 prost. Han avled 1808 i Skeppsås socken.

### Familj
Fogelstrand gifte sig 27 november 1772 med Helena Catharina Schelin (1733–1819). Hon var dotter till kyrkoherden Johannes Schiliin i Västra Stenby socken. Hon hade tidigare varit gifte med komministern Johan Huss i Normlösa socken. Schelin och Fogelstrand fick tillsammans sonen Anders Johan Fogelstrand.